# Facultad de Psicología (Universidad Autónoma de Nuevo León)
La Facultad de Psicología es un institución educativa de nivel superior perteneciente a la Universidad Autónoma de Nuevo León ubicada en el Campus Médico de la ciudad de Monterrey, Nuevo León, al norte de México. Fundada el 17 de junio de 1966, formó parte de inicialmente de la Facultad de Filosofía y Letras. Siendo el doctor Agustín Basave Fernández del Valle, el primer director y responsable de la primera generación de estudiantes.
De acuerdo al Modelo Académico de Licenciatura, la carrera de psicología consta de 10 semestres que los estudiantes deben realizan para obtener el grado de licenciatura en psicología general. Los alumnos seleccionan la trayectoria correspondiente a su campo de aplicación siendo estos la psicología clínica, psicología educativa, psicología laboral y psicología social.

## Historia
En 1966, la Facultad de Psicología se inauguró dentro de la Facultad de Filosofía y Letras, a cargo del Dr. Agustín Basave Fernández del Valle. Teniendo en septiembre del mismo año hasta 1971, resultado su primera generación de alumnos egresados de la facultad, que en su mayoría procedían de otras formaciones académicas como: Médicos, Abogados, Educadores, Economistas, etc. Así mismo los primeros docentes tenían formación en psiquiatría, filosofía, medicina, y sociología, los cuales estaban enfocados en la formación de psicólogos generales. 
Para el año 1973, la facultad se separa de la Facultad de Filosofía y Letras, asentándose en el Campus Médico, esto gracias al director Ramón Estrada quien contaba con gran apoyo por parte del alumnado de la Facultad de Filosofía y Letras quienes en su mayoría eran parte de la carrera de psicología. Presentando el plan de estudios de 5 años. Teniendo cinco áreas de especialización.
- Área clínica
- Área conductual
- Área psicopedagógica
- Área social
- Área laboral

Para obtener la autonomía necesitaban instalaciones que albergaran a los alumnos, por lo que se optó además por departamentos encargados de la atención a los usuarios correspondientes.

## Oferta Educativa

### Licenciatura
El modelo educativo de la facultad a nivel licenciatura se emplea por medio del Plan por Competencias, en el cual los alumnos cursan un total de 10 semestres. Tomando parte integral de las siguientes áreas articuladoras:
- Formación General Universitaria
- Psicología Social y Laboral
- Psicología y Educación
- Psicología Clínica y de la Salud
- Psicología General
- Prácticas Básicas
- Prácticas Departamentales
- Servicio Social

### Maestría
La Facultad de Psicología ofrece cuatro maestrías actualmente, con diversas orientaciones en cada una de ellas.
- Maestría en Ciencias.[4]
- Maestría en Docencia con Orientación en Educación Media Superior.[5]
- Maestría en Psicología.[6]
- Maestría en Psicología del Deporte.[6]

### Doctorado
Igualmente cuenta con dos opciones de doctorado.
- Doctorado en Filosofía con Orientación en Psicología.[7]
- Doctorado en Psicología.[8]

## Unidad de Servicios Psicológicos (USP)
La facultad cuenta con una instalación dentro del campus con el nombre de Unidad de Servicios Psicológicos (USP), fundada en 1975, donde se ofrece atención psicológica al público general. Entre sus servicios se encuentran el departamento de diagnóstico y evaluación, atención de prevención primaria, prevención secundaria y de tercer nivel, diagnóstico y tratamiento (dirigido a todas las edades). Así mismo, el centro cuenta con varios servicios convenidos como varias unidades de la USAER, Casa Monarca y la Facultad de Ciencias Físico Matemáticas de la UANL.

## Investigación
Existen varios cuerpos académicos dirigidos a la investigación en psicología dentro de la facultad. Algunas de las ramas que se estudian en estos cuerpos son la psicofisiología con temas como la cronobiología y los ciclos de sueño; la adolescencia y la calidad de vida con las adicciones y la violencia; y la psicología social y de la salud con variables psicosociales relacionadas con la salud.

## Mascota
La mascota representativa de la facultad es el "Jefe", esto debido a que en un comienzo como símbolo de independencia además de conjuntar en él la filosofía de vida de los grupos, particularmente la importancia de las ideas, las emociones y los comportamientos en la integridad del ser. Representa los ideales humanistas, la sabiduría, la sensibilidad y responsabilidad.